# Siedlisko (gmina)
Siedlisko – gmina wiejska w województwie lubuskim, w powiecie nowosolskim. W latach 1975–1998 gmina położona była w województwie zielonogórskim. Siedzibą gminy jest Siedlisko.

## Struktura powierzchni
Według danych z roku 2002 gmina Siedlisko ma obszar 92,19 km², w tym:
- użytki rolne: 53%
- użytki leśne: 37%

Gmina stanowi 11,96% powierzchni powiatu.

## Demografia
Dane z 30 czerwca 2004:
| Opis                              | Ogółem | Ogółem | Kobiety | Kobiety | Mężczyźni | Mężczyźni |
| --------------------------------- | ------ | ------ | ------- | ------- | --------- | --------- |
| jednostka                         | osób   | %      | osób    | %       | osób      | %         |
| populacja                         | 3503   | 100    | 1765    | 50,4    | 1738      | 49,6      |
| gęstość zaludnienia (mieszk./km²) | 38     | 38     | 19,1    | 19,1    | 18,9      | 18,9      |

Według danych z 2010 gminę zamieszkiwało ok. 4500 osób.

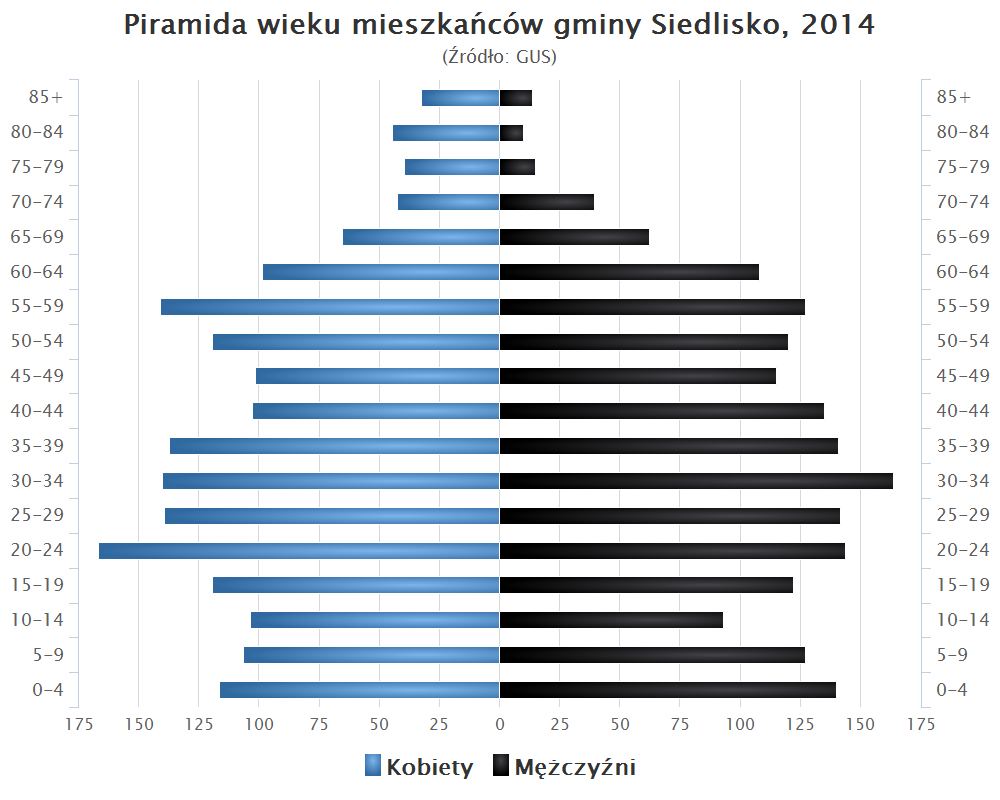
Piramida wieku mieszkańców gminy Siedlisko w 2014 roku

## Sąsiednie gminy
Bytom Odrzański, Kotla, Nowa Sól, Sława, Żukowice